# Haedropleura ima
Haedropleura ima é uma espécie de gastrópode do gênero Haedropleura, pertencente a família Horaiclavidae.